# Juan Cruz Komar
Juan Cruz Komar (Rosario, 13 agosto 1996) è un calciatore argentino, difensore del Rosario Central.

## Caratteristiche tecniche
È un difensore centrale

## Carriera
Ha fatto il suo esordio da professionista il 2 novembre 2014 in occasione del match contro il San Lorenzo perso per 0-2.
Nel 2015 ha disputato 4 partite nei gironi di Coppa Libertadores, contro Montevideo Wanderers, Zamora FC (andata e ritorno) e Palestino.
Dopo sei mesi in prestito al Talleres (C), viene acquistato dal club di Córdoba per una cifra intorno ai 600000 €.

## Palmarès

### Club

#### Competizioni nazionali
- Campionato argentino: 1

Boca Juniors: 2015
- Copa de la Liga Profesional: 1

Rosario Central: 2023